# Rorippa nana
Rorippa nana är en korsblommig växtart som först beskrevs av Diederich Franz Leonhard von Schlechtendal, och fick sitt nu gällande namn av James Francis Macbride. Rorippa nana ingår i släktet fränen, och familjen korsblommiga växter. Inga underarter finns listade i Catalogue of Life.